# 琶蛸
琶蛸（学名：Octopus pallida）为蛸科蛸属的动物。其种加词“pallida ”意为“淡色的”。分布于马来群岛、澳大利亚西部南部、斯里兰卡海域，包括南海等海域，生活环境为海水，一般生活于200 米以内的大陆架底层。其生存的海拔下限为-366米。该物种的模式产地在澳大利亚新南威尔士福尔德湾。